# Wadham Wyndham (juge)
Wadham Wyndham (29 octobre 1609 - 24 décembre 1668), d'Ilton, Somerset et St. Edmund's College, Salisbury, est juge du banc du roi de 1660 à 1668.

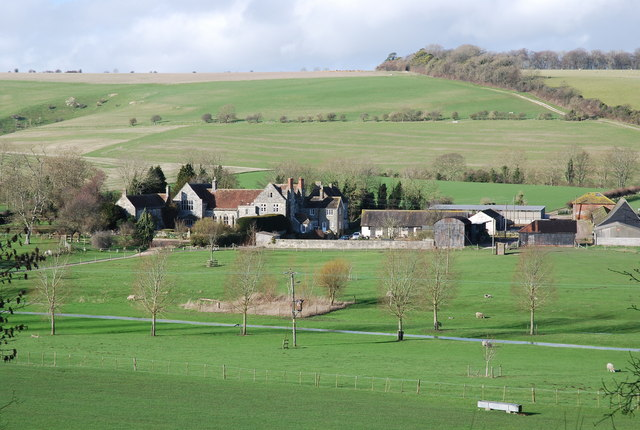
Norrington Manor : maison de campagne de Sir Wadham Wyndham qu'il lègue à son fils aîné, le colonel John Wyndham

## Origines
Il est né à Orchard Wyndham, Somerset, le neuvième fils de John Wyndham (1558-1645) (en) d'Orchard Wyndham, et de sa femme, Joan Portman, fille d'Henry Portman d'Orchard Portman, Somerset. Il est nommé d'après la famille de sa grand-mère, Florence Wadham (d.1596), sœur de Nicholas Wadham (1531-1609) (en), de Merryfield, Ilton, fondateur de Wadham College, Oxford. Le domaine de Merryfield et les terres d'Ilton sont l'héritage de la famille Wyndham, et Wadham Wyndham installe son siège à Ilton.

## Carrière juridique
Formé au Wadham College d'Oxford, il entre au Lincoln's Inn le 22 octobre 1628 et est admis au barreau le 17 mai 1636. Il est nommé sergent par l'autorité royale en octobre 1660, et participe à la poursuite des régicides. Le 24 novembre 1660, il est nommé juge du banc du roi et fait chevalier par Charles II le 4 décembre 1660. Il reste juge jusqu'en 1668.

## Le grand incendie
Après le grand incendie de Londres en 1666, Wadham Wyndham, avec son frère Hugh Wyndham, est juge à la Fire Court créée en 1667 pour juger les affaires relatives aux biens détruits dans l'incendie. La Cour siège à Clifford's Inn et se concentre principalement sur la décision de savoir qui paierait pour une propriété à reconstruire, et les affaires sont jugées rapidement. Les juges travaillent gratuitement, trois à quatre jours par semaine ; sans le Fire Court, les querelles juridiques auraient pu durer des mois, retardant sérieusement la reconstruction. En récompense de leurs efforts, l'artiste John Michael Wright (vers 1617-1694) est chargé de peindre les portraits des 22 juges qui ont siégé à la Cour des incendies. Alors que le portrait de son frère fait toujours partie de la collection de la Guildhall Art Gallery, le portrait de Wadham a été détruit par un incendie lors du Blitz.

## Famille
Le 12 janvier 1647, il épouse Barbara Clarke (1627-1704), fille de George Clarke (d.1689) de Watford Manor, Watford, Northamptonshire, député du Northamptonshire en 1661. Ils ont huit fils (dont deux sont décédés avant leur père) et quatre filles, nées entre 1648 et 1666.
À la fin des années 1650, son succès au barreau lui permet d'acheter le manoir de Norrington dans le Wiltshire, en 1658 ainsi que le St Edmund's College de Salisbury, dans le même comté.
Il laisse Norrington à son fils aîné, John Wyndham, et St Edmund's à son deuxième fils Wadham Wyndham, tandis que son troisième fils William Wyndham achète en 1689 le manoir Wiltshire de Dinton. Sir Wadham est le fondateur des trois branches Wiltshire de la famille Wyndham. Le député et topographe du Wiltshire Henry Penruddocke Wyndham et son frère de bon vivant le colonel Wadham Wyndham, sont ses arrière-arrière-petits-fils. Son petit-fils Thomas Wyndham (1er baron Wyndham), a une carrière de juge aussi distinguée que celle de son grand-père, terminant comme Lord Chancelier d'Irlande.